# سمیرا مرایی
سمیرا مرایی فریا (زادهٔ ۱۰ ژانویه ۱۹۶۳)، یک پزشک و سیاستمدار تونسی است که از سال ۲۰۱۶ تا ۲۰۱۷ به عنوان وزیر بهداشت عمومی تونس خدمت کرده است.

## اوایل زندگی و تحصیلات

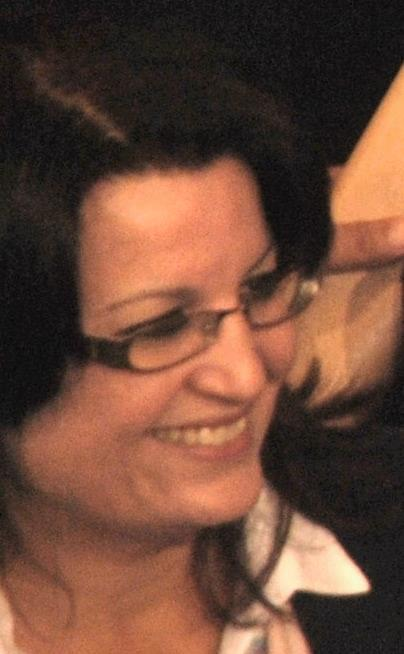
مرتبط

مرایی در ۱۰ ژانویه ۱۹۶۳ در شهر جرجیس به دنیا آمد. او در دبیرستان فنی مدنین تحصیل کرد و در سال ۱۹۸۱ مدرک ریاضی و علوم خود را گرفت. او در سال ۱۹۸۶ از دانشکده پزشکی تونس در رشته پزشکی ریه فارغ‌التحصیل شد.

## حرفه
مرایی در سال ۱۹۹۳ در بیمارستان عبدالرحمن مامی در آریانا شروع به کار کرد. در سال ۲۰۰۳، او به عنوان دانشیار تنفس‌شناسی در دانشکده پزشکی تونس منصوب شد. او عضو انجمن تنفسی اروپا و انجمن قفسه سینه آمریکا است.
مرایی یکی از اعضای حزب آفاق تونس است و در می ۲۰۱۱ به کمیته مرکزی این حزب پیوست. او در ۲۳ اکتبر ۲۰۱۱ به عنوان نماینده حوزه انتخابی مدنین به مجلس مؤسسان تونس راه یافت. در ۱ فوریه ۲۰۱۲، او به عنوان معاون رئیس ان‌سی‌ای منصوب شد. پس از انحلال حزب آفاق تونس، او به عضویت حزب جمهوری‌خواه درآمد، اما در ۱۰ ژوئیه ۲۰۱۳ از این حزب کناره‌گیری کرد. او در انتخابات مجلس سال ۲۰۱۴ به اندازه کافی رأی نیاورد و انتخاب نشد.
مرایی در سال ۲۰۱۴ به عنوان رئیس کمیته حقوق زنان مجلس پارلمانی مدیترانه شروع به فعالیت کرد.
مرایی در ۲ فوریه ۲۰۱۵ به عنوان وزیر زنان، خانواده و کودکان در دولت حبیب صید منصوب شد. پس از آن وی در ۲۰ اوت ۲۰۱۶ به عنوان وزیر بهداشت عمومی در کابینه یوسف شاهد منصوب شد.

## زندگی شخصی
سمیرا مرایی متأهل و دارای سه فرزند است.